# Lateri
Lateri è una suddivisione dell'India, classificata come nagar panchayat, di 14.067 abitanti, situata nel distretto di Vidisha, nello stato federato del Madhya Pradesh. In base al numero di abitanti la città rientra nella classe IV (da 10.000 a 19.999 persone).

## Geografia fisica
La città è situata a 24° 04' 39 N e 77° 24' 50 E.

## Società

### Evoluzione demografica
Al censimento del 2001 la popolazione di Lateri assommava a 14.067 persone, delle quali 7.493 maschi e 6.574 femmine. I bambini di età inferiore o uguale ai sei anni assommavano a 2.518, dei quali 1.341 maschi e 1.177 femmine. Infine, coloro che erano in grado di saper almeno leggere e scrivere erano 7.027, dei quali 4.449 maschi e 2.578 femmine.